# Pierre Sue
Pierre Sue, a veces escrito Pierre Süe, ( 28 de diciembre de 1739, París, Francia - 28 de marzo de 1816, París) fue un  médico y cirujano francés. Era hijo del también cirujano John Sue (1699-1762).

## Biografía
Recibió el título en cirugía en 1763, sucediendo a su padre en el cargo de cirujano de la ciudad de París. En 1767, fue nombrado profesor y conferenciante en la École Pratique.
Cuando la educación médica fue restaurada después de la Revolución Francesa, Sue obtuvo en 1794 la plaza de bibliotecario de la Escuela de Salud de París (más tarde llamada Facultad de Medicina de París). El puesto de bibliotecario le confiaba la responsabilidad de la enseñanza de la bibliografía médica.
En 1808, ocupó la cátedra de medicina forense.
El laboratorio Pierre Sue de Química atómica y molecular, situado en Saclay y perteneciente al Commissariat à l'Énergie Atomique (Comisariado para la Energía Atómica, CEA) y al Centro Nacional para la Investigación Científica (CNRS), recibe ese nombre en su honor.

## Publicaciones
Publicó varias obras de literatura médica como el Dictionnaire portatif de Chirurgie de Pierre Süe (1771).
También escribió tablas analíticas de diversos libros, entre ellos la publicación de Buffon que sería continuada por Sonnini.